# كايسي ستينجل
كايسي ستينجل (بالإنجليزية: Casey Stengel)‏ (و. 1890 – 1975 م) هو لاعب كرة قاعدة، ومدرب كرة القاعدة ‏  أمريكي، ولد في كانزاس سيتي، ميزوري، بدأ مشواره المهني سنة 1912، مركز لعبه هو لاعب أيمن ‏، توفي في غلينديل، كاليفورنيا، عن عمر يناهز 85 عاماً ، بسبب سرطان.

## التعليم
تعلم في Central High School (Kansas City, Missouri) ‏، وتعلم في Metropolitan Community College (Missouri) ‏
.